# أيون مونيا
أيون مونيا (بالرومانية: Ion Monea)‏ (30 نوفمبر 1940 – 1 مارس 2011) هو ملاكم روماني راحل، مثّل بلاده في الألعاب الأولمبية الصيفية في دورات 1960 و1964 و1968.

## روابط خارجية
أيون مونيا على موقع بوكس ريك (الإنجليزية) (registration required)
- أيون مونيا على موقع أوليمبيديا (الإنجليزية)
- أيون مونيا على موقع اللجنة الأولمبية الرومانية (الرومانية)